# 小行星977
小行星977（977 Philippa）是一颗围绕太阳公转的小行星。
該小行星以法國製片人菲利普·德·羅斯柴爾德命名。

## 参数
这颗小行星的绝对星等为9.67等，自转周期为15.405小时。